# Centrapalinae
Centrapalinae H. Rob., 1999 è una sottotribù di piante angiosperme dicotiledoni di origine africana, appartenenti alla famiglia delle Asteraceae.

## Etimologia
Il nome scientifico di questa sottotribù deriva dal suo genere tipo Centrapalus Cass., 1817 ed è stato definito per la prima volta dal botanico americano Harold E. Robinson (1932 - 2020) nella pubblicazione Proceedings of the Biological Society of Washington (Proc. Biol. Soc. Washington - 112(1): 223) del 1999.

## Descrizione

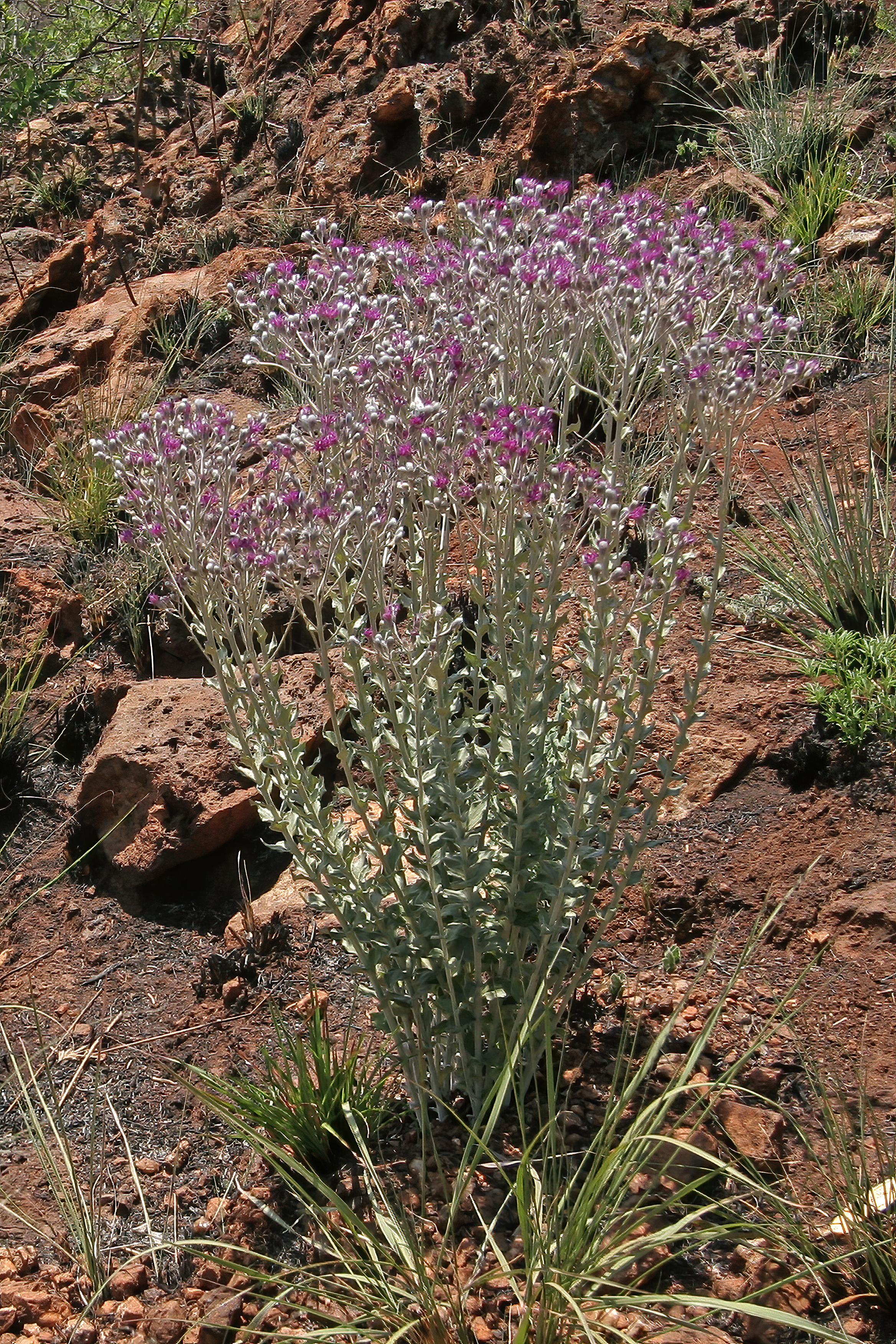
Il portamento
Hilliardiella oligocephala

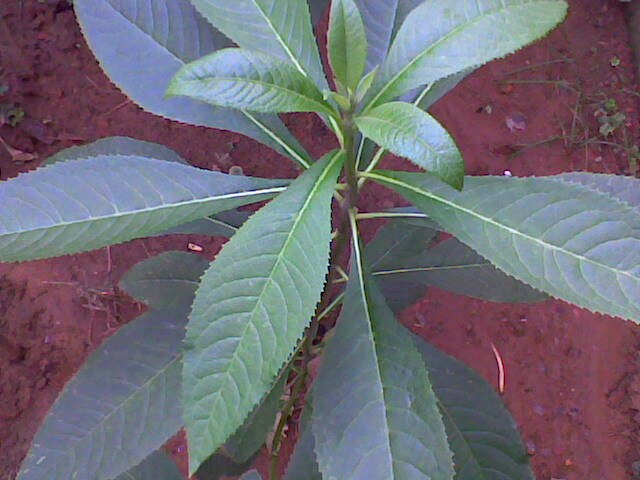
Le foglie
Cabobanthus polysphaerus

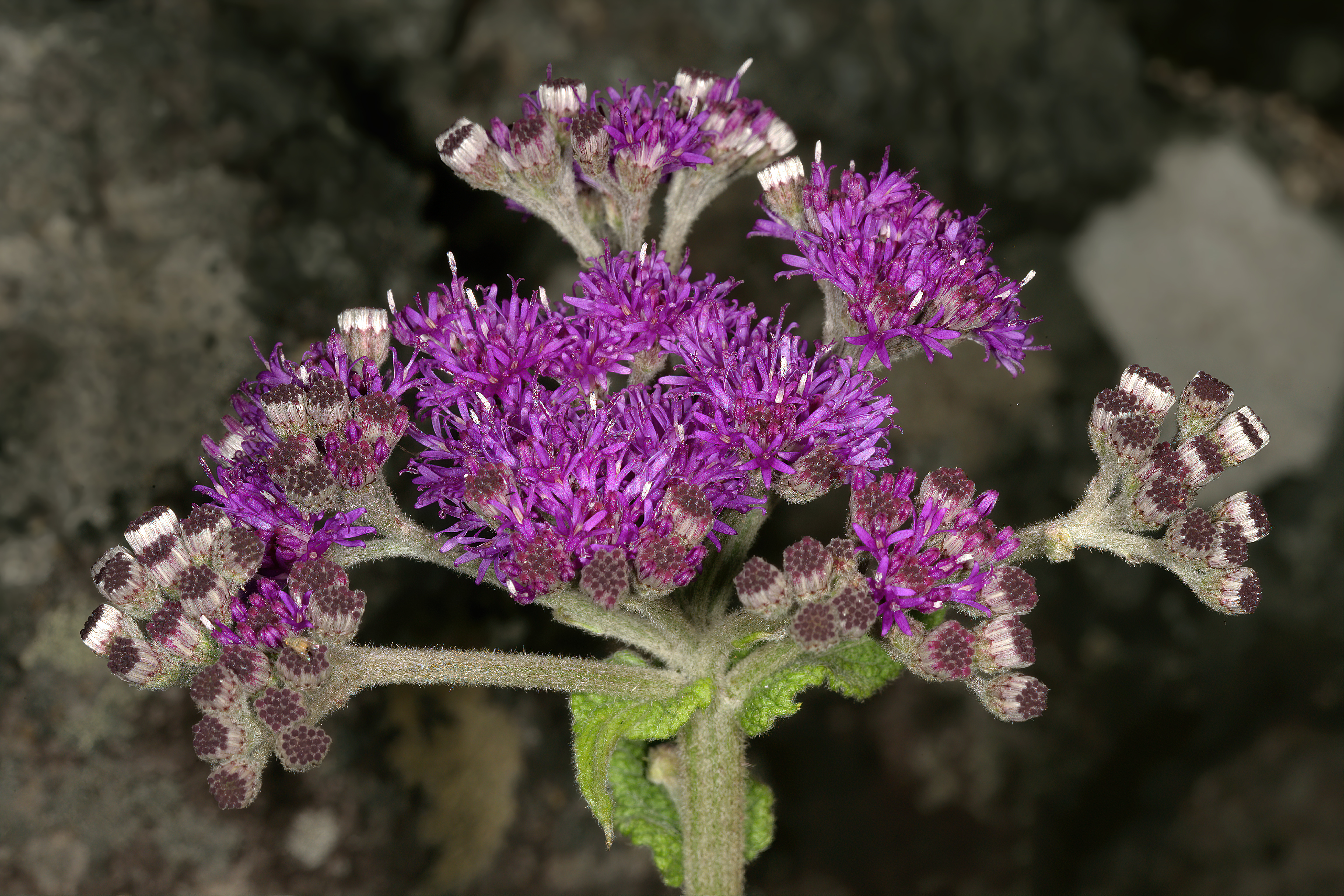
Infiorescenza
Hilliardiella hirsuta

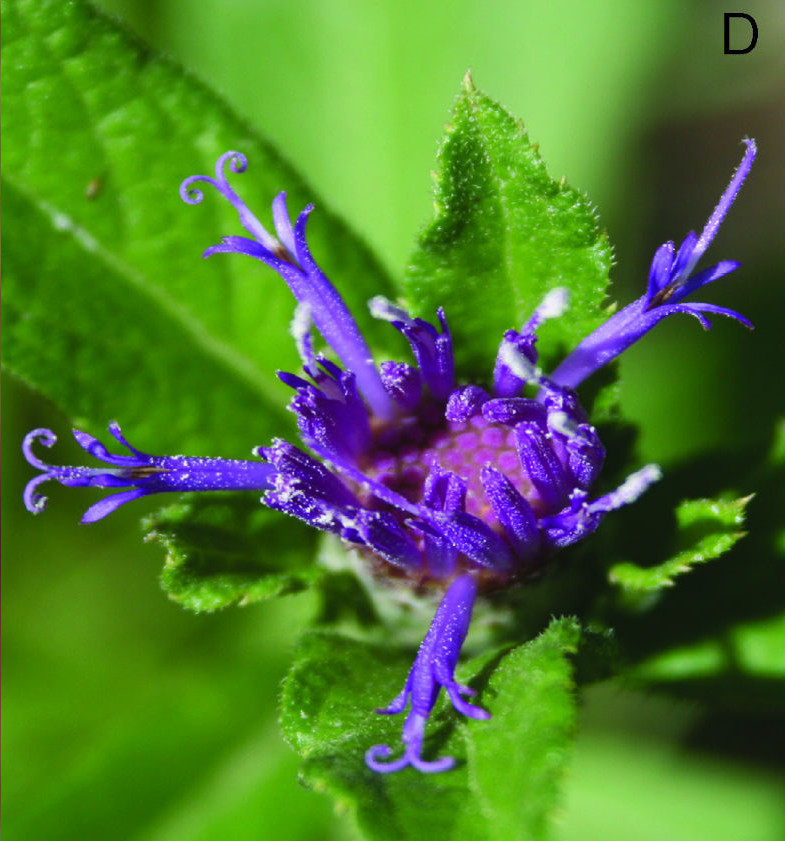
I fiori
Nothovernonia purpurea

Le specie di questa voce sono erbacee scapose annuali o perenni, ma anche piccoli arbusti. La pubescenza è formata da peli semplici o a forma di "T". Gli organi interni di queste piante contengono lattoni sesquiterpenici.
In genere sono presenti sia foglie basali che cauline. Le foglie lungo il caule normalmente sono a disposizione alternata. Quelle basali (se presenti) spesso formano delle rosette. La forma della lamina (semplice o segmentata) è più o meno lanceolata. I bordi possono essere continui, dentati o spinosi. La superficie superiore è verde, quella inferiore è più scura. Le venature in genere sono pennate. Le stipole sono assenti
Le infiorescenze sono formate da molti capolini oppure sono scapiformi (Bechium). I capolini sono composti da un involucro emisferico formato da diverse brattee che fanno da protezione al ricettacolo sul quale s'inseriscono i fiori tubulosi. Le brattee sono numerose (vedi tabella) in più serie, la forma è lineare o lanceolata, sono dentate ai bordi e di colore verde (Centrapalus); possono essere persistenti. Il ricettacolo è nudo o con pagliette a protezione della base dei fiori.
| Genere          | Brattee dell'involucro | Serie di brattee | Fiori per capolino |
| --------------- | ---------------------- | ---------------- | ------------------ |
| Acilepis        | 50 - 200               | 6 - 12           | 25 - 80            |
| Brachythrix     | circa 65               | circa 5          | circa 40           |
| Bechium         | 30                     | 3                | 25 - 50            |
| Cabobanthus     | 35                     | 5                | 25 - 50            |
| Centauropsis    | 25 - 50                | 4 - 6            | 25 - 50            |
| Centraplaus     | 125 - 150              | 5                | 100                |
| Crystallopollen | circa 80               | circa 7          | circa 30           |
| Dewildemania    | 60 -80                 | 2 - 7            | 80 - 90            |
| Hilliardiella   | 25 - 40                | 3 - 4            | 12 - 20            |
| Koyamasia       | 90                     | 4 - 5            | 80 - 90            |
| Msuata          | 20 - 40                | 4 - 6            | 26                 |
| Nothovernonia   | -                      | 5                | 30 - 65            |
| Oliganthes      | 20 - 40                | 4 - 6            | 3 - 150            |
| Parapolydora    | 110 - 130              | cira 6           | 45 - 50            |
| Phyllocephalum  | 40                     | 2 -3             | 75 - 150           |

I fiori per capolino sono numerosi (vedi tabella) sono tetra-ciclici (ossia sono presenti 4 verticilli: calice – corolla – androceo – gineceo) e pentameri (ogni verticillo ha in genere 5 elementi). I fiori sono inoltre ermafroditi, actinomorfi e fertili.
- Formula fiorale:

*/x K {\displaystyle \infty }, [C (5), A (5)], G 2 (infero), achenio
- Calice: i sepali del calice sono ridotti ad una coroncina di squame.
- Corolla: le corolle, profondamente lobate e dai lobi frangiati (Centrapalus), hanno colore lavanda, blu o bianco.
- Androceo: gli stami sono 5 con filamenti liberi e distinti, mentre le antere sono saldate in un manicotto (o tubo) circondante lo stilo.[10] Le antere, con appendici apicali ghiandolari, possono essere caudate oppure no; alla base sono smussate (Acilepis) o arrotondate (Bechium). Nell'endotecio sono presenti delle zone di ispessimento.[11] Il pollinein genere è tricolporato.
- Gineceo: lo stilo è filiforme con base priva di nodi oppure con larghi nodi. Gli stigmi dello stilo sono due lunghi e divergenti; sono sottili, pelosi e con apice acuto.  L'ovario è infero uniloculare formato da 2 carpelli. Gli stigmi hanno la superficie stigmatica interna (vicino alla base).[11]

I frutti sono degli acheni con 8-10 coste (fino a 20 in Cabobanthus) ricoperti da ispidi peli; sono presenti dei rafidi corti o allungati, oppure idioblasti, e sono privi di fitomelanina. Il pappo in genere è formato da setole capillari oppure da squame (Bechium).

## Biologia
- Impollinazione: l'impollinazione avviene tramite insetti (impollinazione entomogama tramite farfalle diurne e notturne).
- Riproduzione: la fecondazione avviene fondamentalmente tramite l'impollinazione dei fiori (vedi sopra).
- Dispersione: i semi (gli acheni) cadendo a terra sono successivamente dispersi soprattutto da insetti tipo formiche (disseminazione mirmecoria). In questo tipo di piante può avvenire anche un altro tipo di dispersione: zoocoria. Infatti gli uncini (se presenti) delle brattee dell'involucro si agganciano ai peli degli animali di passaggio disperdendo così anche su lunghe distanze i semi della pianta.

## Distribuzione e habitat
Queste piante sono distribuite soprattutto in Africa tropicale.

## Tassonomia
La famiglia di appartenenza di questa voce (Asteraceae o Compositae, nomen conservandum) probabilmente originaria del Sud America, è la più numerosa del mondo vegetale, comprende oltre 23 000 specie distribuite su 1 535 generi, oppure 22 750 specie e 1 530 generi secondo altre fonti (una delle checklist più aggiornata elenca fino a 1 679 generi). La famiglia attualmente (2021) è divisa in 16 sottofamiglie.

### Panorama storico
La costituzione della sottotribù è relativamente recente. Nella prima stesura della tribù Vernonieae fatta da Harold E. Robinson nel 1999 questa sottotribù non era descritta in modo definitivo. In seguito (2005) venne circoscritta con 9 generi (Adenoon, Aedesia, Baccharoides, Camchaya, Centrapalus, Lachnorhiza, Linzia, Neurolakis e Pleurocarpaea) la maggior parte dei quali attualmente sono descritti all'interno della sottotribù Linziinae (Adenoon, Aedesia, Baccharoides, Camchaya, Lachnorhiza, Linzia, Neurolakis e Pleurocarpaea). Solamente nel 2009 la sottotribù assume una struttura più vicina a quella attuale con la costituzione di 12 generi. A parte il genere Centrapalus, fin dall'inizio appartenente al gruppo, gli altri generi derivano dalle seguenti sottotribù:
- Acilepis, Bechium, Cabobanthus, Dewildemania, Hilliardiella, Iodocephalus, Koyamasia, Msuata e Phyllocephalum dalla sottotribù Erlangeinae H. Rob., 1999;
- Centauropsis e Oliganthes dalla sottotribù Gymnantheminae H. Rob., 1999;

Attualmente la sottotribù Centrapalinae è descritta all'interno della tribù Vernonieae Cass. della sottofamiglia Vernonioideae Lindl.. Questa classificazione è stata ottenuta ultimamente con le analisi del DNA delle varie specie del gruppo. In precedenza la tribù Vernonieae, e quindi la sottotribù di questa voce, era descritta all'interno della sottofamiglia Cichorioideae.

## Filogenesi

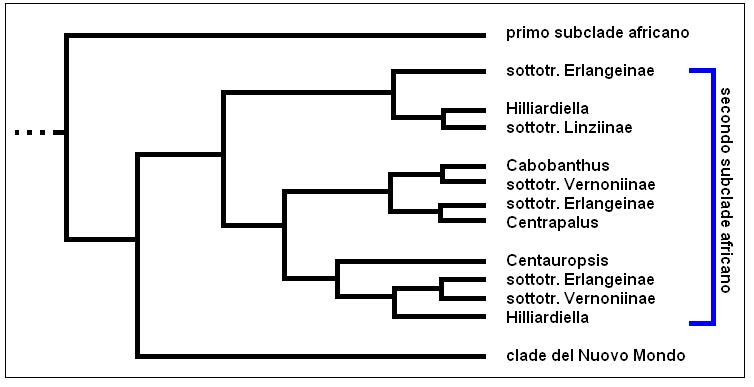
Cladogramma della sottotribù

La struttura filogenetica della sottotribù non è ancora ben definita. Dagli ultimi studi filogenetici sul DNA (Keeley et al., 2007) la tribù Vernonieae è risultata divisa in due grandi cladi: Muovo Mondo e Vecchio Mondo. Centrapalinae occupa una posizione centrale e appartiene al clade del Vecchio Mondo; in particolare è inclusa nel subclade africano più vicino alle specie tropicali americane (questo subclade è “gruppo fratello” del clade del Nuovo Mondo). Le analisi fatte non permettono di risolvere filogeneticamente la sottotribù che quindi risulta parafiletica insieme ad altre sottotribù come Linziinae e Erlangeinae. Il cladogramma a lato, comprendente alcuni generi della sottottribù, tratto dallo studio citato e semplificato dimostra l'attuale (e per il momento incompleta) conoscenza filogenetica di questo gruppo. Anche alcuni generi di Centrapalinae risultano per il momento parafiletici (vedi Hilliadiella).
Uno studio più recente ha proposto per la sottotribù Centrapalinae una configurazione filogenetica più compatta (vedi cladogramma seguente tratto dallo studio citato e semplificato):
|  | Centauropsis    |
|  |                 |
|  | Crystallopollen |
|  |                 |

|  | Brachythrix   |
|  |               |
|  | Nothovernonia |
|  |               |

|  | Centrapalus  |
|  |              |
|  | Parapolydora |
|  |              |

|  | Brachythrix   |
|  |               |
|  | Nothovernonia |
|  |               |

|  | Centrapalus  |
|  |              |
|  | Parapolydora |
|  |              |

|  | Brachythrix   |
|  |               |
|  | Nothovernonia |
|  |               |

|  | Centrapalus  |
|  |              |
|  | Parapolydora |
|  |              |

|  | Brachythrix   |
|  |               |
|  | Nothovernonia |
|  |               |

|  | Centrapalus  |
|  |              |
|  | Parapolydora |
|  |              |

|  | Centauropsis    |
|  |                 |
|  | Crystallopollen |
|  |                 |

|  | Brachythrix   |
|  |               |
|  | Nothovernonia |
|  |               |

|  | Centrapalus  |
|  |              |
|  | Parapolydora |
|  |              |

|  | Brachythrix   |
|  |               |
|  | Nothovernonia |
|  |               |

|  | Centrapalus  |
|  |              |
|  | Parapolydora |
|  |              |

|  | Brachythrix   |
|  |               |
|  | Nothovernonia |
|  |               |

|  | Centrapalus  |
|  |              |
|  | Parapolydora |
|  |              |

|  | Brachythrix   |
|  |               |
|  | Nothovernonia |
|  |               |

|  | Centrapalus  |
|  |              |
|  | Parapolydora |
|  |              |

La sottotribù, e quindi i suoi generi, si distingue per i seguenti caratteri:
- il portamento delle specie di questo gruppo è erbaceo perenne o subarbustivo;
- la pubescenza degli steli è fatta di peli semplici o irregolarmente da peli a forma di "T";
- le appendici delle antere talvolta hanno delle pareti cellulari ispessite;
- gli acheni possono avere fino a 10 coste;

Recentissime analisi (2019) con nuovi metodi filogenomici hanno più o meno confermato la posizione della sottotribù.
Il numero cromosomico delle specie di questa sottotribù è 2n = 18 o 20.

### Composizione della sottotribù
La sottotribù comprende 16 generi e 104 specie:
| Genere                                   | N. specie                                                           | Distribuzione                        | Caratteri principali |
| ---------------------------------------- | ------------------------------------------------------------------- | ------------------------------------ | --- |
| Acilepis D. Don., 1825                   | 37                                                                  | India e Asia (sud-orientale)         | I peli degli steli non sono angolati ma hanno delle punte erette - La parte esterna del pappo è formata da corte setole (non ampie scaglie) - Le setole dell'achenio sono divise in parti uguali dalla metà in su - L'areale di queste specie è l'Asia.                                      |
| Brachythrix Wild & G. V. Pope, 1978      | 6                                                                   | Africa centrale                      | La parte esterna del pappo è formata da scaglie parzialmente o totalmente libere; quella interna è formata da corte setole brunastro. - Il ricettacolo è privo di pagliette. |
| Bechium DC., 1836                        | 3                                                                   | Madagascar                           | La pubescenza, sia degli steli che delle brattee, è formata da peli sericei, rossi con all'apice delle ghiandole multicellulari - L'infiorescenza è scapiforme. |
| Cabobanthus H. Rob., 1999                | 2                                                                   | Africa tropicale (orientale)         | Le piante sono erette di tipo xilopodiale - I capolini sono raggruppati variamente ai nodi dell'asse principale - Non sono presenti ghiandole rossastre o giallastre - Le appendici delle code non sono sclerificate - L'areale di distribuzione è l'Africa.                                 |
| Centauropsis Bojer ex DC., 1836          | 8                                                                   | Madagascar                           | Il ricettacolo è provvisto di pagliette - Il pappo è formato da setole capillari più corte del corpo dell'achenio. |
| Centrapalus Cass., 1817                  | 2                                                                   | Africa                               | Le coste degli acheni sono poco visibili e prive di idioblasti - Il polline è "lophato" e con le aperture ("colpi") non speronate - Il colore della corolla varia da lavanda o porpora a blu.                                                                                                |
| Dewildemania O. Hoffm., 1903             | 7                                                                   | Africa tropicale                     | Gli steli sono ricoperti di peli sericei - Le foglie hanno un inserimento a spirale - Il ricettacolo è provvisto di pagliette - I fiori sono molti per capolino (80 e più) - I lobi della corolla sono quasi glabri.                                                                         |
| Crystallopollen Steez, 1864              | Una specie: Crystallopollen angustifolium Steez, 1864               | Africa                               | L'habitus delle piante è annuale. - I peli sono asimmetrici (a forma di "L" rovesciata). - Le antere sono prive di coda. - Il numero cromosomico è 2n = 18. |
| Hilliardiella H. Rob., 1999              | 10                                                                  | Africa (del sud e orientale)         | I lobi della corolla sono ricoperti da peli a forma di "T" - Le code delle antere sono corte o mancanti. |
| Iodocephalopsis Bunwong & H. Rob.        | Una specie: Iodocephalopsis eberhardtii (Gagnep.) Bunwong & H. Rob. | Cambogia, Laos, Thailandia e Vietnam | Gli acheni hanno 7 – 10 coste. - Il polline è "lophate" e sub-3-colporate. |
| Koyamasia H. Rob., 1999                  | 2                                                                   | Thailandia                           | I lobi della corolla non sono riflessi - Le teche delle antere sono fortemente pronunciate e di colore nerastro - La base dello stilo è privo di nodi - L'areale principale di questo genere è la Tailandia.                                                                                 |
| Msuata O. Hoffm., 1894                   | Una specie: M. buettneri O.Hoffm.                                   | Africa tropicale (centrale)          | Il pappo è formato da 4 - 5 corte punte - I lobi della corolla terminano a punta senza spine. |
| Nothovernonia H. Rob. & V. A. Funk, 2011 | 2                                                                   | Africa centrale e Penisola Arabica   | Le infiorescenze sono cimiformi con capolini peduncolati - Alla base dei capolini sono presenti delle brattee fogliacee - Le brattee involucrali sono apiculate con margini laterali scariosi - La corolla è appuntita con lobi fortemente spinosi - Il polline è sublophato e tricolporato. |
| Oliganthes Cass., 1817                   | 9                                                                   | Madagascar                           | Il ricettacolo è privo di pagliette - Il pappo è formato da setole piatte. |
| Parapolydora H. Rob, 2005                | 2                                                                   | Africa meridionale                   | La base degli steli è eretta. - Le setole del pappo sono bianche. - Le setole degli acheni hanno una sola cellula allungata e solitaria. |
| Phyllocephalum Blume, 1826               | 11                                                                  | India e Malaysia                     | La parte inferiore del capolino è racchiusa con delle brattee fogliacee patenti - Gli acheni sono obcompressi - Nell'achenio sono presenti dei rafidi subquadrati. |

Nota: per alcune checklist botaniche le due specie elencate per il genere Centrapalus sono assegnate al genere Vernonia.

### Visione sinottica della sottotribù
L'elenco seguente utilizza in parte il sistema delle chiavi analitiche, vengono cioè indicate solamente quelle caratteristiche utili a distingue un genere dall'altro (non tutti i generi sono descritti):
- 1A: il ricettacolo è provvisto di pagliette;

Centauropsis
- 1B: il ricettacolo è privo di pagliette;

- 2A: la parte interna del pappo è ridotta a 3 - 15 corte, esili e caduche setole;

Brachythrix
- 2B: la parte interna del pappo è formata da 30 o più setole capillari persistenti, lunghe e ben sviluppate;

- 3A: l'infiorescenza, di tipo spiciforme, è formata da grappoli di capolini posizionati all'ascella delle foglie;

Cabobanthus
- 3B: l'infiorescenza è formata da pannocchie allargate;

- 4A: i capolini sono larghi 0,5 cm o meno, con 12 - 30 fiori; le setole dell'achenio sono accoppiate a cellule unite all'apice;

- 5A: l'habitus delle piante è per lo più annuale; i peli dei fusti sono semplici o a forma di "L"; le setole del pappo sono colorate di bruno, giallastro o verde (raramente bianco); il polline è di tipo triporato con "colpi" brevi (piccole fessure);

Crystallopollen
- 5B: l'habitus delle piante è perenne; tutte le parti della pianta hanno peli a forma di "T"; i capolini hanno 12 - 20 fiori; le setole del pappo sono bianche; il polline è di tipo tricolporato e sub"lophato" (con creste e insenature);

Hilliardiella
- 4B: i capolini sono larghi 0,5 cm o più, con oltre 30 fiori;  le setole dell'achenio sono accoppiate a cellule ma distintamente separate all'apice o alla base;

- 6A: le setole degli acheni sono formate a coppie di cellule fuse per un terzo o più della loro lunghezza; i capolini, alla base, sono sottesi da brattee grandi o (in alternativa) piccole; le brattee dell'involucro sono acuminate all'apice;

Nothovernonia
- 6B: le setole degli acheni sono formate a coppie di cellule separate per la maggior parte della loro lunghezza; i capolini, alla base, sono sottesi da brattee indifferenziate (grandi e piccole); le brattee dell'involucro sono acuminate all'apice; le brattee dell'involucro non sono acuminate all'apice;

- 7A: gli steli alla base sono decombenti; il colore delle setole del pappo sono grigiastre o fulve; le setole degli acheni sono formate da cellule allungate ma separate fin dalla base;

Centrapalus
- 7B: gli steli sono del tutto eretti; il colore delle setole del pappo è biancastro; le setole degli acheni sono formate da una sola cellula allungata;

Parapolydora